# Горњи Сјеничак
Горњи Сјеничак је насељено мјесто у саставу града Карловца, на Кордуну, у Карловачкој жупанији, Република Хрватска.

## Географија
Горњи Сјеничак се налази око 28 км југоисточно од Карловца.

## Историја
Горњи Сјеничак се од распада Југославије до августа 1995. године налазио у Републици Српској Крајини.

## Становништво
Према попису становништва из 2011. године, насеље Горњи Сјеничак је имало 150 становника.
| Националност       | 1991. | 1981. | 1971. | 1961. |
| Срби               | 644   | 766   | 1.025 | 1.187 |
| Југословени        | 12    | 10    | 7     |       |
| Хрвати             | 3     | 10    | 11    | 10    |
| остали и непознато | 22    | 4     | 19    |       |
| Укупно             | 681   | 790   | 1.062 | 1.197 |

| Демографија | Демографија | Демографија |
| Година      | Становника  | Становника  |
| ----------- | ----------- | ----------- |
| 1961.       | 1.197       |             |
| 1971.       | 1.062       |             |
| 1981.       | 790         |             |
| 1991.       | 681         |             |
| 2001.       | 146         |             |
| 2011.       |             | 150         |

## Попис 1991.
На попису становништва 1991. године, насељено место Горњи Сјеничак је имало 681 становника, следећег националног састава:
| Попис 1991.‍  | Попис 1991.‍  | Попис 1991.‍ | Попис 1991.‍ | Попис 1991.‍ |
| ------------ | ------------ | ----------- | ----------- | ----------- |
|              |              |             |             |             |
| Срби         | Срби         |             | 644         | 94,56%      |
| Југословени  | Југословени  |             | 12          | 1,76%       |
| Хрвати       | Хрвати       |             | 3           | 0,44%       |
| Црногорци    | Црногорци    |             | 1           | 0,14%       |
| неопредељени | неопредељени |             | 6           | 0,88%       |
| непознато    | непознато    |             | 15          | 2,20%       |
| укупно: 681  |              |             |             |             |